# Медајна (Северна Дакота)
Медајна (енгл. Medina) град је у америчкој савезној држави Северна Дакота.

## Демографија
По попису из 2010. године број становника је 308, што је 27 (-8,1%) становника мање него 2000. године.
| Група             | 2000.       | 2010.       |
| Белци             | 332 (99,1%) | 295 (95,8%) |
| Афроамериканци    | 0 (0,0%)    | 0 (0,0%)    |
| Азијати           | 0 (0,0%)    | 1 (0,3%)    |
| Хиспаноамериканци | 1 (0,3%)    | 2 (0,6%)    |
| Укупно            | 335         | 308         |